# Región del Delta del Río Mekong
La región de Đồng Bằng Sông Cửu Long (vietnamita para «Delta del Río Mekong») es una de las ocho regiones que conforman un grupo secundario en la organización territorial de Vietnam. 

## Geografía
Esta región se localiza en la zona sur del país. Este sector se caracteriza por ser poseedor de una superficie pantanosa. La extensión de territorio de la región de Đồng bằng sông Cửu Long abarca un área de 39.000 kilómetros cuadrados.

## Demografía
Esta división administrativa se encuentra habitada por una población compuesta por 17.415.500 personas (La región tenía 17,33 millones de personas en 2011). Considerando la superficie de este lugar se puede mencionar que la densidad poblacional de Đồng bằng sông Cửu Long es de 446,55 habitantes por kilómetro cuadrado.

### Provincias
| N.º | Provincias/municipalidades | Área (km²) | Población (2009) | Densidad (ha./km²) |
| --- | -------------------------- | ---------- | ---------------- | ------------------ |
| 1   | Can Tho                    | 1401,6     | 1 188 435        | 813,3              |
| 2   | An Giang                   | 3536,8     | 2 142 709        | 625,0              |
| 3   | Bạc Liêu                   | 2584,1     | 856 518          | 317,4              |
| 4   | Bến Tre                    | 2360,2     | 1 255 946        | 573,4              |
| 5   | Ca Mau                     | 5331,7     | 1 206 938        | 231,1              |
| 6   | Dong Thap                  | 3376,4     | 1 666 467        | 494,0              |
| 7   | Hau Giang                  | 1601,1     | 757 300          | 497,7              |
| 8   | Kien Giang                 | 6348,3     | 1 688 248        | 265,4              |
| 9   | Long An                    | 4493,8     | 1 436 066        | 316,7              |
| 10  | Soc Trang                  | 3312,3     | 1 292 853        | 385,3              |
| 11  | Tien Giang                 | 2484,2     | 1 672 271        | 691,3              |
| 12  | Tra Vinh                   | 2295,1     | 1 003 012        | 451,7              |
| 13  | Vĩnh Long                  | 1479,1     | 1 024 707        | 714,6              |